# Караїмська вулиця (Сімферополь)
Караїмська вулиця (крим. Qaraylar soqağı) ― вулиця в місті Сімферополь, в Центральному районі. Названа на честь караїмів, одного з коріних народів України.

## Опис
Довжина нинішньої Караїмської вулиці 1 км.
Початок бере від перехрестя з вулицями Сергєєва-Ценського та Кавказька, закінчується перетині з вулицею Субхі.
Прилучаються вулиці Чехова, Крилова, Училищна та Козлова.
На Караїмській вулиці є п'ятдесят два будинки, розташовуються Сімферопольська караїмська кенаса та школа № 14.
Транспорт: автобус № 4.

## Історія
Перші згадки вулиці Караїмської з'являються 1981 року. У 1955 році її перейменували на честь радянського командира періоду Перших визвольних змагань Олександра Пархоменка. Однак, 1990 року вулиці повернули історичну назву.

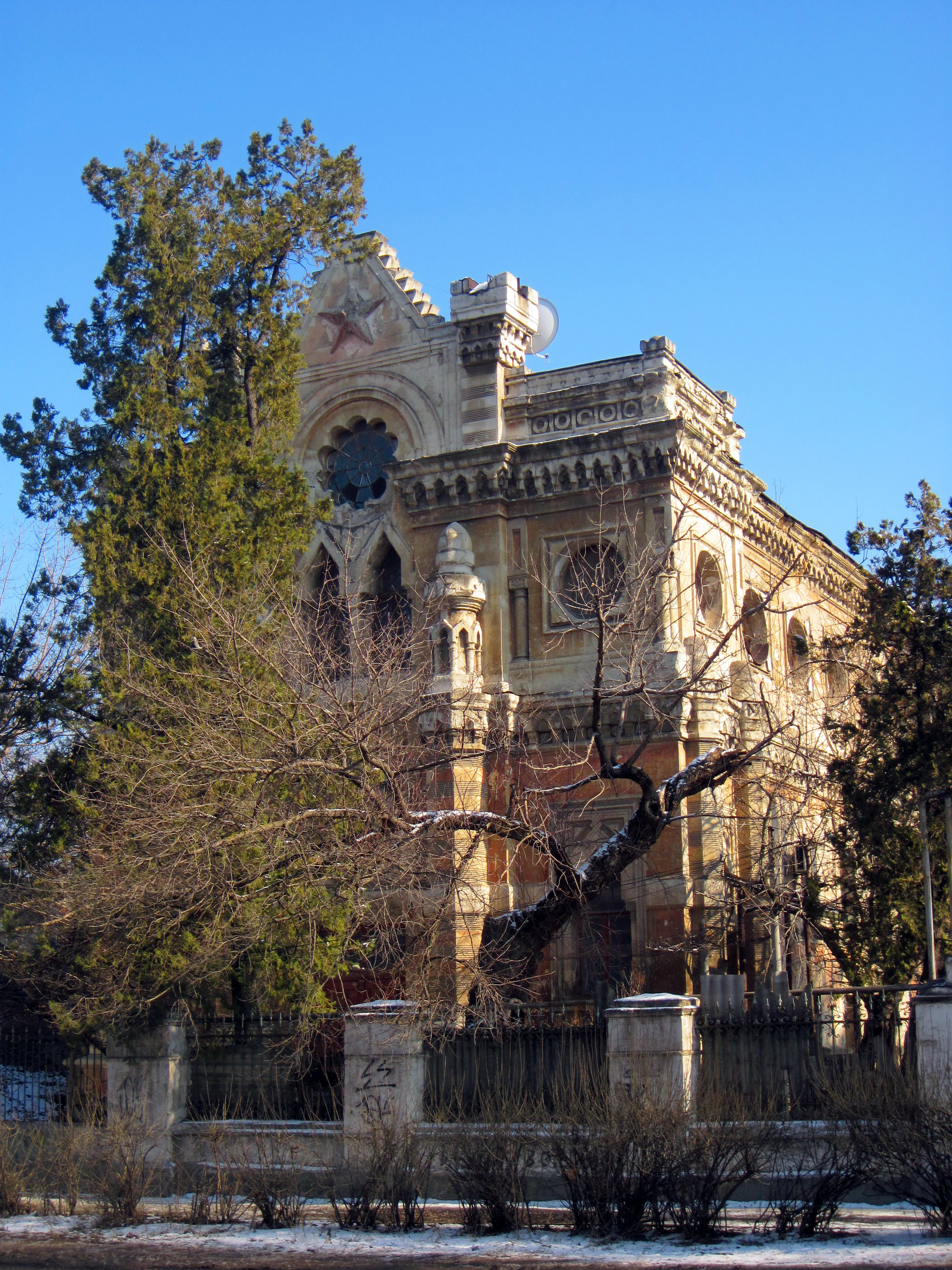
Кенаса на вулиці Караїмській 6А

На вулиці розташована культова будівля караїмів Сімферополя ― Сімферопольська караїмська кенаса. Її будували протягом 1891―1896 років на кошти вірян поруч зі старим будинком кенаси, в якому не вміщалися всі парафіяни. З середини 30-х років минулого століття всередині будівлі розміщувалася радіостанція Кримської держтелерадіокомпанії.
У 2014 році в окупації культову споруду повернули караїмам, почалася реставрація приміщення.
На перетині вулиці Караїмської та вулиці Чехова, розташована будівля, де понад 100 років тому працював видатний кримськотатарський діяч, письменник, поет, перший Муфтій мусульман Криму, Литви, Польщі та Білорусі ― Номан Челебіджихан. Також тут розташовувалися кримськотатарські органи влади й редакція газети.
Нині на вулиці також розташовується будівля середньої загальноосвітньої школи № 14 та різні сучасні магазини.